# Sanae Takaichi
Sanae Takaichi (高市 早苗; Yamatokōriyama, 7 marzo 1961) è una politica giapponese, Ministra dello Stato per la Sicurezza economica dall'agosto 2022 all’ottobre 2024. Membro del Partito Liberale Democratico, è membro della Camera dei Rappresentanti dal 2005 ed ha ricoperto diversi ruoli ministeriali nei governi di Shinzo Abe.
Nel 2021 è stata candidata nelle elezioni per la presidenza del Partito Liberale Democratico ma è stata eliminata arrivando terza.
Takaichi è considerata una "fedele conservatrice".

## Biografia
Nata e cresciuta nella città di Nara, Takaichi si è laureata alla Unebi Senior High School, Università di Kobe,  e al Matsushita Institute of Government and Management. Nel 1987 si è trasferita negli Stati Uniti per lavorare per la rappresentante democratica degli Stati Uniti Patricia Schroeder come membro del Congresso. Quando è tornata in Giappone nel 1989, ha attirato l'attenzione dei mass media come analista legislativa con esperienza al Congresso degli Stati Uniti e ha scritto libri basati sulla sua esperienza. Nel 1992 ha formato il Kansai Hi-Vision Consortium e ne è stata la prima presidente.

## Carriera politica
Takaichi è stata eletta per la prima volta alla Camera dei Rappresentanti nelle elezioni generali giapponesi del 1993.  Si è unita al gruppo di studio "Liberali" del Partito Liberal Democratico (LDP), guidato da Koji Kakizawa, che è entrato a far parte del New Frontier Party.
Nel 1996, Takaichi si è candidata col New Frontier Party ed è stata rieletta alla Camera dei Rappresentanti (Camera bassa). Tuttavia, il New Frontier Party ha perso a livello nazionale. Il 5 novembre, ha risposto al reclutamento dal Segretario generale dell'LDP Koichi Kato e, quindi, si è unita all'LDP. La sua decisione di cambiare partito, due mesi dopo aver vinto le elezioni con voti anti-LDP, ha provocato pesanti critiche da parte dei membri del New Frontier Party.
Nell'LDP, Takaichi apparteneva alla fazione Mori (formalmente Seiwa Seisaku Kenkyū-kai) ed è stata vice ministra parlamentare per il Ministero del commercio internazionale e dell'industria sotto il gabinetto di Keizō Obuchi. Ha anche ricoperto il ruolo di presidente del comitato per l'istruzione e la scienza.
Nel 2000, alle elezioni della Camera dei Rappresentanti, è stata collocata al primo posto nel ballottaggio della rappresentanza proporzionale da LDP e ha vinto facilmente il suo terzo mandato. Nel 2002 è stata nominata Vice Ministra Senior del Ministero dell'Economia, del Commercio e dell'Industria sotto Junichiro Koizumi.
Nelle elezioni generali giapponesi del 2003, è stata sconfitta nel 1º distretto di Nara dal parlamentare del Partito Democratico Sumio Mabuchi. Si è trasferita nella vicina città di Ikoma e ha vinto un seggio in rappresentanza del 2º distretto di Nara alle elezioni generali giapponesi del 2005.  Nel 2004, mentre era fuori dalla Dieta, ha ottenuto un incarico nella facoltà di economia presso la Kinki University.
Takaichi era a capo di un gruppo LDP che si opponeva alla legislazione che avrebbe consentito alle coppie sposate di mantenere cognomi separati dopo il matrimonio, sostenendo che avrebbe minato il tradizionale sistema familiare giapponese. In qualità di capo delle comunicazioni, "ha suscitato polemiche quando ha suggerito che le emittenti televisive potrebbero vedersi revocare la licenza se trasmettono programmi che il governo considera politicamente parziale, un'osservazione ampiamente criticata come equivalente alla repressione della libertà di parola".
È affiliata all'organizzazione ultranazionalista Nippon Kaigi.

### Primo governo Abe
Takaichi è stata ministra di Stato per gli affari di Okinawa e dei Territori del Nord, ministra di Stato per la politica scientifica e tecnologica, ministra di Stato per l'innovazione, ministra di Stato per gli affari giovanili e l'uguaglianza di genere e ministra di Stato per la sicurezza alimentare nel Gabinetto del Primo Ministro Shinzō Abe. Nell'agosto 2007, è stata l'unico membro del gabinetto Abe a unirsi all'ex primo ministro Junichiro Koizumi nella visita al Santuario di Yasukuni nell'anniversario della fine della seconda guerra mondiale.

## Posizioni politiche
Takaichi è una conservatrice. Ha espresso opinioni conservatrici sociali, inclusa l'opposizione al matrimonio tra persone dello stesso sesso e al doppio cognome. La giornalista di Tokyo Shimbun, Isoko Mochizuki, afferma che Takaichi è "più simile a un uomo di mezza età che indossa una maschera da donna", in riferimento alle osservazioni di Takaichi su questioni che riguardano le donne. La scrittrice Kyoko Nakajima afferma che Takaichi ha mantenuto sfacciatamente gli atteggiamenti e le politiche dell'attuale "società paternalistica" giapponese, rendendola così "un uomo onorario". 

In economia avrebbe continuato le politiche economiche di Abenomics. Per quanto riguarda la politica estera, Takaichi sostiene la revisione dell'articolo 9 della Costituzione giapponese che vieta al Giappone di entrare in un conflitto armato. "Falco" nei riguardi della Cina, è stata critica nei confronti delle pratiche economiche cinesi come il furto di proprietà intellettuale e ha sostenuto una minore dipendenza economica da Pechino.
Takaichi cita spesso Margaret Thatcher come modello.

## Vita privata
Takaichi ha sposato Taku Yamamoto, altro membro della Camera dei rappresentanti, nel 2004. Hanno deciso di divorziare nel luglio 2017, con Takaichi che ha citato opinioni e aspirazioni politiche diverse come motivo del divorzio. Nel dicembre 2021, i due si sono sentimentalmente riavvicinati e si sono risposati.